# أندي بلير
أندي بلير (بالإنجليزية: Andy Blair)‏ (18 ديسمبر 1959 بكيركالدي في المملكة المتحدة - ) هو لاعب كرة قدم إسكتلندي في مركز الوسط. لعب مع أستون فيلا وشيفيلد وينزداي وكوفنتري سيتي ونادي بارنسلي ونادي نورثامبتون تاون ووولفرهامبتون واندررز.

## وصلات خارجية
- أندي بلير على موقع الاتحاد الأوربي (الإنجليزية)
- أندي بلير على موقع قاعدة بيانات كرة القدم.إي يو (الإنجليزية)
- أندي بلير على موقع عالم كرة القدم.نت (الإنجليزية)